# Анка Ђуровић
Анка Ђуровић, рођена Црвенчанин (1850 — Београд, 1925) била је српска болничарка у првом Српско-турском рату, Српско-бугарском рату, оба Балканска и у Првом светском рату. Одликована највишим признањем за хуманост, медаљом за милосрђе „Флоренс Најтингејл“ (5. октобра 1923), коју је установио Међународни црвени крст.

## Живот Анке Ђуровић
Анка Ђуровић (девојачки Црвенчанин) рођена је 1850. године. Била је удата за директора Крушевачке гимназије Михајла Ђуровића, са којим је имала четворо деце; једну ћерку и три сина. Муж јој је рано умро, па је сама одгајала децу, тешко и у немаштини. До краја живота словила се удовом Михајла Ђуровића.
По избијању првог Српско-турском рата, 1876. године, добровољно се пријављује у Војну болницу у Крушевцу. Када је болница после пада Крушевца евакуисана, Анка одлази у Београд где је наставила да ради као болничарка у руској болници кнегиње Шаховске.
Постаје чланица Кола српских сестара и када 1909. године српски Црвени Крст оснива курсеве за добровољне болничарке, Анка се пријављује међу првим полазницама. Тада она овладава најсавременијим знањима и вештинама и по завршетку теоријског курса прелази на практични рад, на хируршко одељење у Општој државној болници. Ово одељење основао је и водио др Војислав Суботић, у то време водећи хирург у Србији,, син Савке Суботић, прве председнице Кола, и др Јована Суботића.
Касније, такође као болничарка, учествује у ратовима који су се на тлу Србије водили у бурним годинама . По завршетку Првог светског рата Анка се вратила у Београд, где је и умрла, 1925. године.

## Добровољно ангажовање у ратовима
Послом болничарке Анка Ђуровић почела је да се бави већ у 26-ој години.

### Српско-турски и Српско-бугарски ратови на крају 19. века
По избијању Српско-турског рата, 1876. године, Анка се ангажује као добровољна болничарка у војној болници у Крушевцу. Болница је била смештена у згради гимназије, слабо опремљена и материјалом и медицинским кадром. Када су Турци, ипак, успели да освоје оближњи Ђунис, војна болница у Крушевцу морала је да буде евакуисана, Анка Ђуровић одлази за Београд, где наставља да ради као болничарка у болници кнегиње Шаховске, у згради тадашње Велике Школе. За време српско-бугарског рата 1885. поново је у резервној болници у Учитељској школи.

### Балкански ратови
По избијању Првог балканског рата 1912. године, дочекује прве рањенике са Мердара, а након ослобођења Скопља и Призрена тражи од Врховне команде дозволу за одлазак на фронт, јер су се међу борцима налазила и њена три сина. Таква дозвола ником није давана, али већ поштовања достојна и енергична Анка Ђуровићка успева да је добије. Одлази као добровољна болничарка прво у Призрен па у Скопље, где је неговала је и свог најмлађег сина, оболелог од менингитиса.
На истом задатку била је и током Другог балканског рата, када је као болничарка организовала дочек рањених и болесних на железничкој станици у Београду. она на жељезничкој станици у Београду дочекује рањенике и болеснике. Током рада са болесницима и она се заразила колером. Оздравивши она не напушта тзв. „колеричну бараку” у којој је и сама била смештена, већ остаје да би помогла у лечењу оних који још нису прездравили.

### Први светски рат
Године 1909. Анка Ђуровић завршава курс Црвеног крста за добровољне болничаре и овладава најсавременијим знањима и вештинама које ће бити у прилици веома брзо да примени. Почетак Првог светског рата затиче је у Београду. Пошто су јој сва три сина отишла на фронт, Анка се обраћа Црвеном крсту, где добија неколико носила и нешто завојног материјала, па с том опремом долази у амбуланту фабрике шећера на Чукарици. Ту са неколико болничара трећепозиваца образује „батаљонско превијалиште” за припаднике трећег батаљона VII пука трећег позива, који је очајнички бранио Аду Циганлију. Оснива затим „прихватницу“ за пријем рањеника на Топчидерској жељезничкој станици. Иако већ у позним годинама, Анка је у покрету је преко целог дана. Обилази рањенике, негује их, прима нове, превија, шаље у дивизијско Завојиште у Ресник. До тада српска војска није имала батаљонских превијалишта, па је та новина запажена и похваљена од стране генерала Степе Степановића. Стизала је где год је била неопходна њена стручна помоћ рањеним и болесним војницима и била једна од ретких која је добила дозволу да на самом ратишту организује пренос рањеника и да их превија.
Хроничари бележе и један догађај када је, чувши да су преко Саве на аустријску обалу прешли командант батаљона, каплар и један свештеник, Анка упорно тражила да и њу превезу преко. Војници су морали да одустану од покушаја да је одговоре и када је чамац пристао на полупустој Бежанији, Анка се запутила право према цркви на чијем звонику се вијорила мађарска застава. Храбра болничарка се попела на звоник, скинула мађарску заставу и поставила српску, након чега је почела да удара у звона, што је био позив за окупљање српском живљу, а Анка је са звоника одржала прави патриотски говор. Свештеник је био Николај Велимировић, а каплар Никола Вулић, професор београдског Универзитета, иначе добровољац у Трећем батаљону Седмог пука. Постоје приче и како је на Дунавском кеју, док су вођене најжешће борбе за Београд, Анка са револвером „тулумбашем“ у рукама извлачила рањене српске војнике. Повремено би запуцала на Немце, а војници су поносно говорили: „Ево бабе Ђуровићке!“
Пратећи војску Анка ради у болницама у Ваљеву, Пожаревцу, Скопљу и у јесен 1915. повлачи се преко Косова и Црне Горе до Љеша у Албанији. Делила је с војском и народом, рањенима и болеснима и добро и зло. На наговор најстаријег сина евакуисана је и заједно са српским цивилима и рањеницима отпловила у Француску, али већ 1917. године стиже као добровољна болничарка у тек основану болницу Престолонаследника Александра у Солуну.

## Одликовања
Међународни комитет Црвеног крста одлучио је 1923. године да Анки Ђуровић додели највише признање, медаљу "Флоренс Најтингејл". У образложењу је наведено да је "српска болничарка прави пример који ће служити за углед женском свету да се одаје позиву у којем је она успела дам поред извођења на пут свог подмлаткам ради са толико срца и храбрости око рањеника на бојном пољу и њиховом неговању у болници као болничарка". Медаљу је Анка примила 5. октобра 1923.
Из обраћања Анке Ђуровић на свечаности уручења медаље „Флоренс Најтингејл“:
| „ | Ви савесно негујете, веселим лицем и оком прилазећи болеснику, ви му крв у жилама оживљавате, ви му дајете снагу да може отпор својој болести дати. Кад видите успех у томе, то је највеће ваше задовољство, а задовољство човека прави срећним: Оно ће вас снажити да ћете моћи у животу све тешкоће лакше издржати, То вам ја, децо моја, говорим из искуства. Издржала сам много у животу, али помоћу Бога никада ни у најтежим данима нисам клонула и за то ме је Бог наградио и одликовао највећим одличјем што ми је оставио сва три сина, после страшних рана на бојишту – живе! | ” |